# Aeroporto di Okayama
L'Aeroporto di Okayama (岡山空港?, Okayama Kūkō) (IATA: OKJ, ICAO: RJOB), citato affettuosamente anche come Aeroporto Momotarō di Okayama, è un aeroporto giapponese sito nel tessuto urbano della città di Okayama, capoluogo dell'omonima prefettura, regione di Chūgoku, nell'isola di Honshū. Indicato dalle autorità dell'aviazione civile giapponese come aeroporto di seconda classe, lo scalo si trova a circa 18 km nordovest rispetto al centro cittadino e a 11,5 km (o 30 minuti in autobus) dalla Stazione di Okayama.
La struttura è posta all'altitudine di 239 m s.l.m. (785 ft), costituita da un terminal passeggeri, una torre di controllo e da una pista con superficie in conglomerato bituminoso, lunga 3000 m e larga 45 m (9 843 x 148 ft) con orientamento 07/25, equipaggiata con dispositivi di assistenza all'atterraggio tra i quali, il sistema di atterraggio strumentale (ILS), luci soglia pista (RTHL) e segnalazione della zona di contatto (RTZL), e con indicatore di angolo di approccio PAPI.
L'aeroporto, di proprietà del governo giapponese, è aperto al traffico commerciale.

## Storia
L'aeroporto fu inaugurato nel marzo del 1988 in sostituzione del vecchio aeroporto di Okayama (ICAO: RJBK) situato nel quartiere Minami-ku, Okayama. La pista è stata estesa da 2 000 a 2500 m nel 1993 e a 3000 m nel 2001.

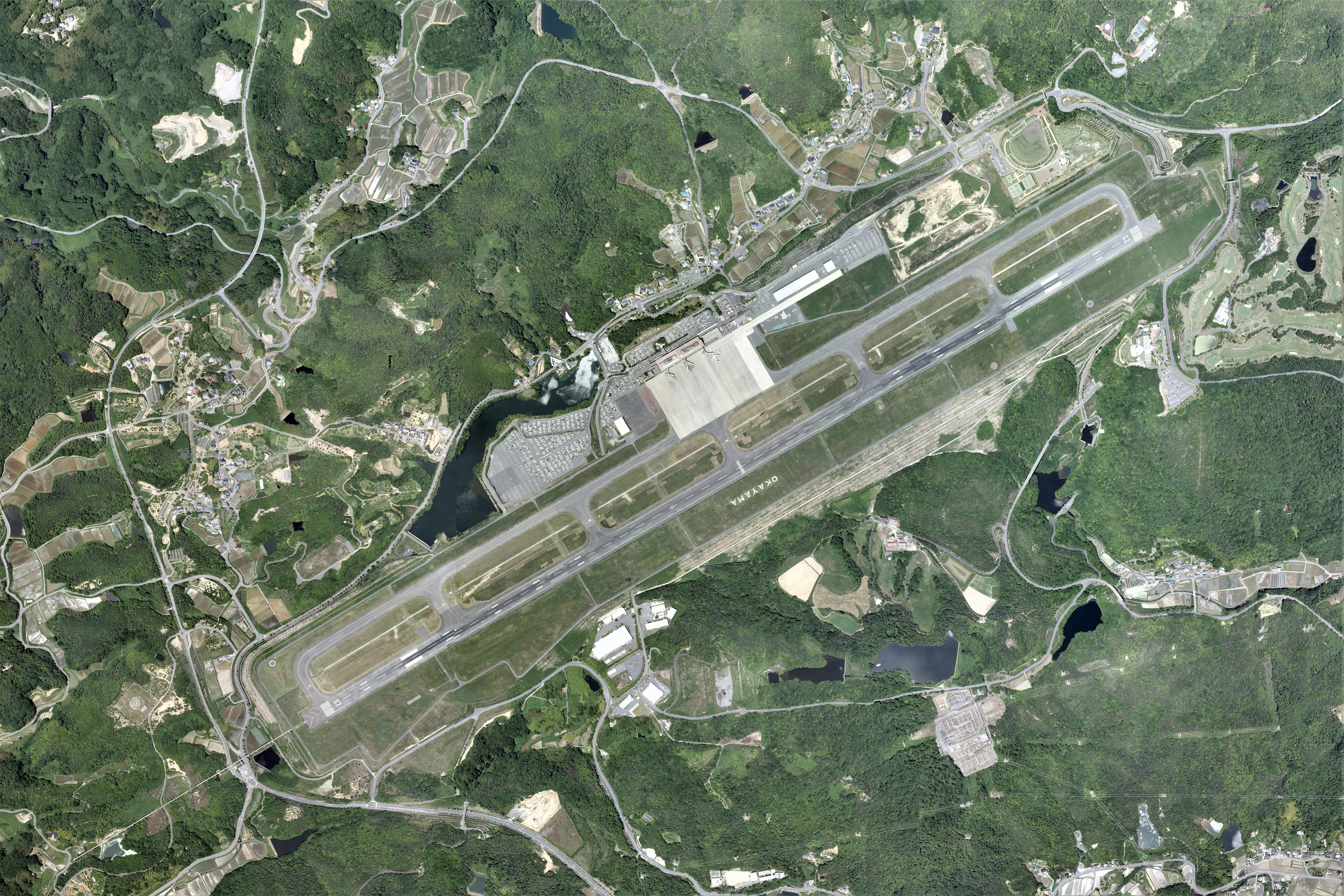
Foto aerea dell'aeroporto (2007)

## Statistiche
Questo grafico non è disponibile a causa di un problema tecnico.
Si prega di non rimuoverlo.
Vedi la query Wikidata di origine.